# 朝鮮民主主義人民共和国の文法論
朝鮮民主主義人民共和国の文法論（ちょうせんみんしゅしゅぎじんみんきょうわこくのぶんぽうろん）とは、朝鮮民主主義人民共和国（以下「北朝鮮」）の社会科学院や金日成総合大学などを中心に展開されている朝鮮語文法論を指す。以下に1980年代以降の北朝鮮の文法論を中心に形態論と統辞論を概観する。

## 歴史
北朝鮮の文法論の歴史は、おおよそ以下のように区分することができる。

### 黎明期（朝鮮戦争以前）
解放直後から朝鮮戦争までの時期は、北朝鮮言語学の出発点の時期である。解放前から研究活動を行っていた洪起文（1903～1992）・李克魯（1893～1978）・金寿卿（1918～2000）らが中心となって朝鮮語学を牽引した。この時期は伝統的な文法研究に加え、新たにソ連言語学の諸概念がもたらされた時期であった。ただし、この時期にはまだソ連言語学が十分に消化されていなかったように見える。また、金枓奉（1889～1958年?）が朝鮮語新綴字法（1948年）でいわゆる「6字母」を考案するなど、さまざまな実験的な試みがこの時期になされている。朝鮮語文研究会による『朝鮮語文法』（1949年）では、「助詞」のような従来の概念を受け継ぎつつも、「語辞結合」（語結合）などソ連言語学の概念も導入している。なお、この書籍は金枓奉の「6字母」を用いた正書法で書かれたものとして、非常に希少価値が高い。

### 発展期（1960年代）
朝鮮戦争後から1960年代にかけて、北朝鮮言語学はソ連言語学の影響を強く受けつつも、それを消化して朝鮮語学の分野に適用し一大発展をとげた。科学院言語学研究所が発行した『朝鮮語文法1』（1960年）、『朝鮮語文法2』（1963年）はその集大成であり、ここで示された文法論はその後の北朝鮮文法論の基礎を成したといえる。この時期にはソ連・中国などの研究論文がたびたび翻訳されるなど、社会主義陣営の言語学も盛んに紹介された。

### 主体思想期（1970年代以降）
1970年代から主体思想が本格的に台頭し、「自力更生」の思想が言語学においても支配的になった時期である。ソ連など外国の言語理論の導入はあまり見られず、1960年代に形成された文法論を北朝鮮内部で独自に再生産する傾向が強い。そのため、停滞的な一面も見受けられ、1980年代後半以降、文法論の基本的な枠組みはほとんど変わっていない。
なお，2011年に新たに『朝鮮文化語文法規範（第2版）』が発行されており，一部用語等が改められている。

## 形態論
1960年代の文法論では、品詞・造語の分野が形態論（형태론）に含まれていたが、1980年代以降はそれぞれ品詞論（품사론）・造語論（단어조성론）として形態論から切り離されている。

### 形態素
単語を形作る形態素として、語根（말뿌리）・接頭辞（앞붙이）・接尾辞（뒤붙이）・「吐（토）」を認めている（「토」は南北でともに固有語とされているが、古来「吐」の字を当てており、ここでもそれに従い仮に「吐」と表記する）。
「吐」とはもともと口訣を指すものであったが、北朝鮮の文法論では語幹の後ろに付く接辞類を指し、『朝鮮語大辞典』（1992年）によれば「膠着語としての朝鮮語において、文法的な形を作る付属物」とある。すなわち、語幹の後ろに付いて文法的な機能を担う部分を吐と規定しているのである。韓国の文法論でいう助詞・語尾・接尾辞（先語末語尾）がこれに当たる。吐はあくまで単語を形作る形態素であるので、韓国でいう助詞のように品詞（すなわち単語）として認めていない。『朝鮮文化語文法規範（第2版）』220頁では、吐を次のとおり区分する（〔　〕内は、該当する韓国の用語）。
| ＼                            | 役割吐（자리토） | 挿入吐（끼임토） |
| ----------------------------- | --- | --- |
| 対象吐（대상토） 体言に付く吐 | 格吐（격토）〔格助詞〕                                                                                                  | 複数吐（복수토）〔複数接尾辞〕 |
| 叙述吐（서술토） 用言に付く吐 | 終結吐（맺음토）〔終結語尾〕 接続吐（이음토）〔連結語尾〕 規定吐（얹음토）〔冠形詞形語尾〕 修飾吐（꾸밈토）〔連結語尾〕 | |
| その他の吐（그밖의 토）       | | 転換吐（바꿈토）〔叙述格助詞，名詞形語尾〕 態吐（상토）〔態接尾辞〕 尊敬吐（존경토）〔尊敬接尾辞〕 時間吐（시간토）〔時制接尾辞〕 補助吐（도움토）〔補助詞〕 |

接続吐（이음토）と修飾吐（꾸밈토）については、後記「#用言の語形」の節を参照。転換吐（바꿈토）には、体言を用言化する「-이（다）」と、用言を体言化する「-ㅁ，-기」がある。

### 体言
体言の文法範疇には格・関連・数の3つの範疇を認めている。「関連」とは補助吐（도움토）によって形作られる範疇、「数」とは複数吐（복수토）によって形作られる範疇をいう。「関連」・「数」を体言の文法範疇と見るか否かについては議論があったようで、1960年代の段階ではまだ明確に文法範疇とは規定していない。
格に関しては、韓国においても何を格助詞と見なすか、格をいくつに区分するか意見が分かれるが、北朝鮮においても事情は同様のようで、やはり時代によって格の数や格吐（격토）の種類に若干の違いが見られる。『朝鮮文化語文法規範（第2版）』230頁では、次のとおり区分する。
| 範畴＼吐 | 格吐    | 格吐     | 格吐    | 格吐のように用いられる吐 | 格吐のように用いられる吐 | 格吐のように用いられる吐 | 格吐のように用いられる吐 |
| -------- | ------- | -------- | ------- | ------------------------ | ------------------------ | ------------------------ | ------------------------ |
| 主格     | -께서   | -가/-이  |         | -란/-이란                |                          |                          |                          |
| 対格     |         | -를/-ㄹ  |         |                          |                          |                          |                          |
| 属格     |         | -의      |         |                          |                          |                          |                          |
| 与格     | -께     | -에게    | -에     | -한테                    | -더러                    |                          |                          |
| 位格     |         | -에게서  | -에서   |                          |                          |                          |                          |
| 造格     |         | -로      |         |                          |                          |                          |                          |
| 具格     |         | -와/-과  |         | -랑/-이랑                | -하고                    |                          |                          |
| 呼格     | -이시여 | -이여    | -야/-아 |                          |                          |                          |                          |
| 絶対格   |         | (ゼロ吐) |         |                          |                          |                          |                          |
| その他   |         |          |         | -처럼                    | -마냥                    | -보다                    | -마다                    |

### 用言

#### 用言の語形
用言の語形は以下の４つを区分する（〔　〕内は韓国の用語）。
1. 終結形（맺음형）〔終結形〕
2. 接続形（이음형）〔連結形〕
3. 冠形（얹음형）〔冠形詞形〕
4. 修飾形（꾸밈형）〔連結形〕

接続形は複文を形作る連結形であり、「-고，-면서，-니까，-려고」などがこれに該当する。修飾形は用言を修飾するいわゆる「副動詞形」であり、「-게，-도록，-듯(이)」などがこれに該当する。韓国の文法論ではともに連結形に分類されている。

#### 用言の文法範疇
用言の文法範疇（文法カテゴリー）には叙法・待遇法・態・尊敬・時制の5つの範疇を認めている。態は北朝鮮では「상（相）」と呼ばれる。また時制は「시간（時間）」と呼ばれるが、これはロシア語の「время（時間・時制）」の翻訳と思われる。なお、相（アスペクト）・回想（-더라，-ㅂ디다/-습디다など）は文法範疇と認めていない。また、用言の文法範疇は総合的な形式（synthetic form）の一部をなしているものに限られており、分析的な形式（analytic form）は用言のパラダイムに含めていないので文法範疇に組み入れられていない。
叙法
叙法（법）は直説法（알림법）・疑問法（물음법）・勧誘法（출김법）・命令法（시킴법）の4種を区分する。
待遇法
待遇法（계칭）は対上（높임）・対等（같음）・対下（낮춤）を区分するが、対上はさらに하십시오系列・해요系列の2つに、対等は하오系列・하게系列・반말系列の3つに下位区分する。対下は해라系列の1つである。従って、実質的な区分は6種類であり、韓国や日本における分類と同じである。ただし、-ㅂ디다/-습디다を対上に区分する（韓国では하오体）など、個々の語尾の扱いについては若干の相違が見られる。
態
態（상）は態吐「-이-，-히-，-리-，-기-」などによって形作られる文法範疇で、能動態（능동상）・受動態（피동상）・使役態（사역상）の3種を区分する。ただし、「높다（高い）―높이다（高める）」のような態吐「-이-」は態の転換ではなく造語要素と見ているようである。
尊敬
尊敬（존경）は尊敬吐「-시-」によって形作られる文法範疇である。ただし、「謙譲」は文法範疇として認めていない。
時制
時制（시간）は現在・過去・未来の3種を認めている。終結形（終止形）における時制は絶対時制、規定形（連体形）における時制は相対時制であるとする。終結形では先過去「-았었-/-었었-」を認め、規定形では過去持続「-던」を認めている。未来時制としている「-겠-」は近年の韓国・日本における研究では時制ではなく叙法の一種と捉えるのが一般的である。また、過去時制と未来時制の複合形「-았겠-/-었겠-」がいかなる時制であるのかについては言及がない。

## 統辞論
統辞論（문장론）はソ連言語学を踏襲して、単語と単語の結びつきに関する部門と、文に関する部門の2つの部門に大きく分かれる。

### 単語の結びつき
この部門はソ連言語学では語結合（словосочетание）に関する部門である。ソ連言語学における語結合は「従属的な文法的関係により2つ以上の自立語が結びついた統辞論的な構造」（Караунов，Ю. Н.（гл. ред.），Русский язык，Энциклопедия，1998）である。語結合の理論が北朝鮮にもたらされたのは解放直後と見られるが、それが朝鮮語に積極的に適用されるようになったのは1960年代以降である。統辞構造が異なるロシア語と朝鮮語にあって、ソ連言語学の語結合をどのように導入すべきかについて1950年代後半から盛んに議論がなされた形跡がある。その結果、1960年刊行の『조선어 문법 1』（音韻論・形態論編）では語結合（단어 결합）を認めたが、1963年刊行の『조선어 문법 2』（統辞論編）ではソ連式の語結合をそのまま認めず、「諸単語の文法的連結（단어들의 문법적 련결）」というより広い概念で処理された。基本的にはこの立場で1970年代以降現在に至るまで単語の結びつきは処理されている。
現在、北朝鮮で認められている単語の結びつきは以下の通りである。
1. 結合（결합）：従属的な結びつき。ソ連言語学の語結合に当たる。
  - 例：굳게 단결된 인민의 힘（固く団結した人民の力）など
2. 接続（접속）：並列的な結びつき。
  - 例：나라와 민족의 자주권（国と民族の自主権）など
3. 並立（병립）：同じ形態を取る単語の並列的な結びつき
  - 例：공장에서，건설장에서 타오르는 혁신의 불길（工場で、建設現場で燃え上がる革新の炎）など
4. 連接（련접）：提示語と確認の関係を持つ単語の結びつき
  - 例：당，이는 우리의 심장（党、これは我々の心臓）など

### 文

#### 陳述性
文に関する部門においても北朝鮮の理論はソ連言語学の影響を強く受けている。まず、文の定義、すなわち文を文たらしめているものは何かについて、ソ連言語学では陳述性（предикативность）が文を形作る基礎であるとしたが、北朝鮮の文法論でも同様に陳述性（진술성）を文のマーカーと規定している。ただし、陳述性を巡っては語結合の場合と同様に1950年代から1960年代にかけて活発な議論が交わされた模様である。現在、北朝鮮では陳述性は以下のような諸要素によって形作られるとしている。
1. モダリティ（양태성）：叙法，様態副詞，様態挿入語などによって形作られる。
2. 時制
3. 待遇法
4. 尊敬
5. 陳述イントネーション（진술억양）

これを見る限り、北朝鮮でいう陳述性は叙法・時制といった述語の文法範疇とイントネーションという２つの要素が中心となっており、ソ連言語学における陳述性の定義とほぼ同様であることが分かる。

#### 文の成分
文の成分（문장성분）は以下のように区分されている。
|          | 結合成分 （맞물린성분）  | 独立成分 （외딴성분）          | 単独成分 （단독성분） |
| -------- | ------------------------ | ------------------------------ | --------------------- |
| 主導成分 | 述語，主語，直接補語     |                                | 陳述語                |
| 依存成分 | 間接補語，状況語，規定語 | 挿入語，呼称語，接続語，感動語 |                       |
| 強調成分 | 提示語，総括語，確認語   |                                |                       |

単独成分はすなわち陳述語であるが、これは一語文における述語を指す。一語文の場合、用言のみならず体言や副詞などが単独で文を構成しうるため、これを1つの成分と見なして陳述語としたものである。

#### 文の類型
文の類型は以下のように区分されている。
- 内容面での区分
  1. 陳述の目的による区分：叙述文，疑問文，命令文，勧誘文
  2. 陳述の性格による区分：感動文，肯定文，否定文
- 形式面での区分
  1. 構造の複雑さによる区分：単文（단일문），複文（복합문）；単純文，拡大文
  2. 成分の具備による区分：非展開文，展開文；単独構成文，相関構成文

単純文とは文の1次的な成分からなる文、拡大文とは2次的な成分によって拡大された文を指す。非展開文は文の成分のうち主導成分のみからなる文、展開文は依存成分を含む文を指す。単独構成文は一構成文（외구성문）ともいい1つの文の成分からなる文、相関構成文は二構成文（두구성문）ともいい2つ以上の文の成分からなる文を指す。